# Lascuarre
Lascuarre (aragónul: Llascuarre, katalánul: Lasquarri) település Spanyolországban, Huesca tartományban. Lascuarre Isábena, Castigaleu, Tolva, Benabarre, Capella és Graus községekkel határos. Lakosainak száma 135 fő (2024).

## Népesség
A település népessége az utóbbi években az alábbiak szerint változott:
| Lakosok száma | 165  | 146  | 147  | 158  | 155  | 136  | 136  | 132  | 147  | 135  |
|               | 2001 | 2004 | 2006 | 2009 | 2011 | 2014 | 2016 | 2019 | 2021 | 2024 |